# Karl Miltner
Karl Miltner (* 16. Juli 1929 in Engen; † 10. März 2020 in Dossenheim) war ein deutscher Politiker (CDU). Er war Mitglied des Deutschen Bundestages und Regierungspräsident des Regierungsbezirks Karlsruhe.

## Leben
Miltner wuchs in Dossenheim bei Heidelberg als Sohn des Bürgermeisters von Engen auf. Nach seiner Schulzeit am Bunsen-Gymnasium Heidelberg legte er 1950 sein Abitur ab. Es folgte ein Studium der Rechtswissenschaften an der Ruprecht-Karls-Universität Heidelberg, das er 1954 mit der Ersten juristischen Staatsprüfung abschloss. Ebenda wurde er 1957 zum Dr. jur. promoviert. Er war Mitglied der KDStV Arminia Heidelberg im CV. 1958 bestand er die Zweite juristische Staatsprüfung. Es folgte ein postgraduales Studium an der Hochschule für Verwaltungswissenschaften Speyer.
Miltner war verheiratet und hatte eine Tochter.

## Wirken
1959 trat Miltner als Assessor in den höheren Justizdienst des Landes Baden-Württemberg ein, danach war er Regierungsassessor im Bundesministerium des Innern. Von 1961 bis 1964 war er als Regierungsassessor, später als Regierungsrat beim Landratsamt Konstanz tätig. 1964 wurde er Erster Landesbeamter und ständiger Vertreter des Landrats beim Landratsamt Tauberbischofsheim. Er trug zuletzt den Amtstitel eines Oberregierungsrats.
Von 1969 bis 1988 war Miltner aufgrund von Direktmandaten im Wahlkreis Tauberbischofsheim Mitglied des Deutschen Bundestages. Er war dort stellvertretender Vorsitzender des Ausschusses für Wahlprüfung, Immunität und Geschäftsordnung (1976–1980) sowie im 8. Bundestag Mitglied des Innenausschusses. Nach seinem vorzeitigen Ausscheiden aus dem Bundestag war Miltner von 1988 bis 1994 Regierungspräsident des Regierungsbezirks Karlsruhe. Während seiner Amtszeit hat er u. a. den Grundstein für eine zivile Nutzung des Militärflughafens Söllingen, des heutigen Flughafens Karlsruhe/Baden-Baden, gelegt. Im Bundestag rückte Honor Funk für ihn nach.
Im Ruhestand betätigte er sich von 1995 bis 1998 als Präsident der Führungsakademie Baden-Württemberg in Karlsruhe, deren Ehrenmitglied er anschließend wurde. Ehrenamtlich engagierte er sich als Kuratoriumsvorsitzender der Hans-Ruland-Stiftung für Rehabilitationsforschung, baden-württembergischer Landesvorstand der Senioren-Union und Mitglied der Europäischen Akademie der Wissenschaften und Künste.

## Ehrungen und Auszeichnungen
Miltner war Ritter des Ritterordens vom Heiligen Grab zu Jerusalem. Er wurde 1979 durch Kardinal-Großmeister Maximilien Kardinal de Fürstenberg zum Ritter vom Heiligen Grab ernannt und am 10. November 1979 durch den Großprior der Deutschen Statthalterei, Franz Kardinal Hengsbach, in Hamburg in den Päpstlichen Laienorden investiert. Er engagierte sich für zahlreiche sozialen Projekte im Heiligen Land. Zudem war er Mitglied im Deutschen Verein vom Heiligen Lande.
Er war Mitglied des L’ordre national de la Légion d’honneur. 1994 bekam Miltner die Verdienstmedaille des Landes Baden-Württemberg verliehen. Er war außerdem Träger des Großen Bundesverdienstkreuzes mit Stern des Verdienstordens der Bundesrepublik Deutschland, der Staufermedaille des Landes Baden-Württemberg und eines Verdienstordens der United States Army.
Ein Saal des Regierungspräsidiums Karlsruhe ist nach ihm benannt.